# کاروانسرای برازین
کاروانسرای برازین مربوط به دوره صفوی و اوایل دوره قاجار است و در شهرستان ورزقان، بخش مرکزی، دهستان ازومدل شمالی، روستای برازین، کاروانسرای برازین واقع شده و این اثر در تاریخ ۲۸ اسفند ۱۳۸۵ با شمارهٔ ثبت ۱۸۹۱۲ به‌عنوان یکی از آثار ملی ایران به ثبت رسیده است.